# Nationale Agrarische Partij
De Nationale Agrarische Partij (Spaans: Partido Nacional Agrarista, PNA) was een politieke partij in Mexico.
De partij werd opgericht in 1920 door Antonio Díaz Soto y Gama, Octavio Paz Solórzano, Andrés Molina Enríquez, Graciano Sánchez, Ursulo Galván en Aurelio Manrique, en had de steun van president Álvaro Obregón (1920-1924). De partij verenigde agrarisme met een milde vorm van anarchisme en beschouwde zichzelf als de ideologische opvolger van Emiliano Zapata. De partij was een voorstander van landverdeling en gemeenschappelijk grondbezit in de vorm van ejido's en steunde de antiklerikale campagnes van de regering.
In een verbinding met de Mexicaanse Arbeiderspartij (PLM) wist de partij onder de charismatische leiders Díaz Soto y Gama en Galván in 1922 de congresverkiezingen te winnen. De PNA had vooral invloed in de staten aan de Golf van Mexico, en onderhield goede relaties met de gouverneurs Emilio Portes Gil van Tamaulipas, Adalberto Tejeda van Veracruz en Tomás Garrido Canabal van Tabasco. De PNA was een welkome steun voor de Mexicaanse regering bij het neerslaan van de De la Huertaopstand in 1923. Onder Obregóns opvolger Plutarco Elías Calles (1924-1928) verloor de partij aan invloed, vooral ten gunste van de PLM. PNA-lid Leopoldo Reynosa Díaz, een bondgenoot van Calles, slaagde erin met steun van Calles Díaz Soto y Gama en Manrique uit de partij te zetten.
De PNA steunde in 1928 de herverkiezing van Obregón, hopende zo haar macht terug te kunnen winnen, doch Obregón werd kort na diens verkiezing vermoord. De meeste PNA-leden sloten zich in 1929 aan bij de door Calles opgerichte Nationaal Revolutionaire Partij (PNR). Begin jaren 40 verdwenen de laatste restanten van de PNA.

## Presidentskandidaten
- 1924: Plutarco Elías Calles
- 1928: Álvaro Obregón
- 1929: Pascual Ortiz Rubio
- 1934: Adalberto Tejeda
- 1940: Juan Andreu Almazán

PAN · PRI · PVEM · PT · MC · Morena